# Lamkowo
Lamkowo (deutsch Groß Lemkendorf) ist ein Ort in der polnischen Woiwodschaft Ermland-Masuren. Er gehört zur Gmina Barczewo (Stadt-und-Land-Gemeinde Wartenburg i. Ostpr.) im Powiat Olsztyński (Kreis Allenstein).

## Geographische Lage
Lamkowo liegt im Westen der Woiwodschaft Ermland-Masuren, 20 Kilometer nordöstlich der Kreis- und Woiwodschaftshauptstadt Olsztyn (deutsch Allenstein).

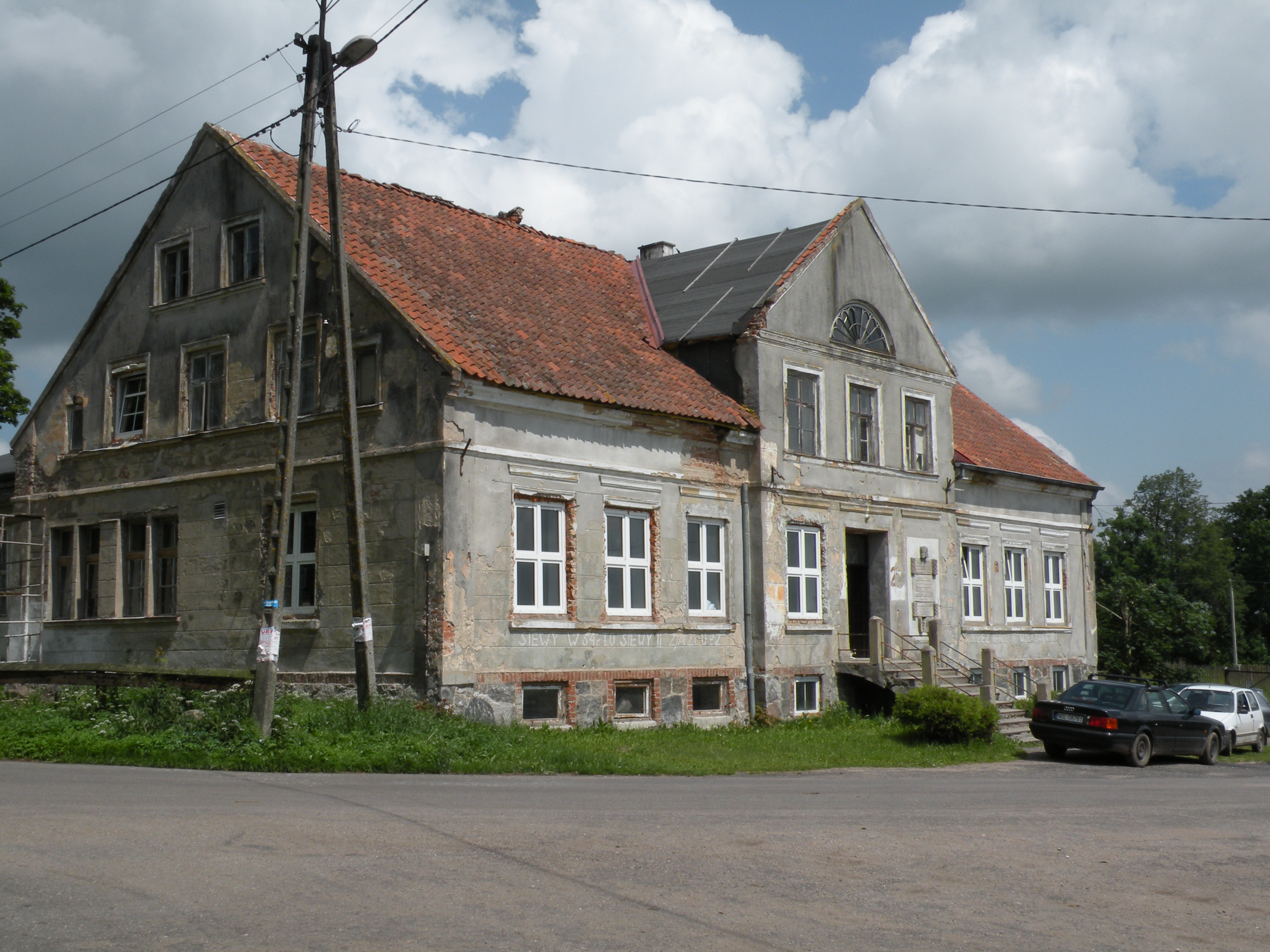
Ehemaliges Gasthaus in Lamkowo

|  |

## Geschichte

### Ortsgeschichte
Das Kirchdorf und Gut Brunsdorf (nach 1374 Lemkendorf, nach 1786 Groß Lemkendorf) wurde im Jahre 1363 gegründet. 1785 wurde das „königliche Dorf mit Kirche“ im Amt Wartenburg, Kreis Heilsberg, mit 54 Feuerstellen erwähnt. 1820 nannte man es „königliches Bauerndorf“, das über 66 Feuerstellen bei 267 Einwohnern verfügte. Die Volkszählung am 3. Dezember 1861 brachte 97 Wohngebäude bei 728 Einwohnern zu Tage.
Am 7. Mai 1874 wurde Groß Lemkendorf Amtsdorf und damit Sitz des Amtsbezirks Lemkendorf, der bis 1945 bestand und zum Kreis Allenstein im Regierungsbezirk Königsberg (ab 1905: Regierungsbezirk Allenstein) der preußischen Provinz Ostpreußen gehörte.

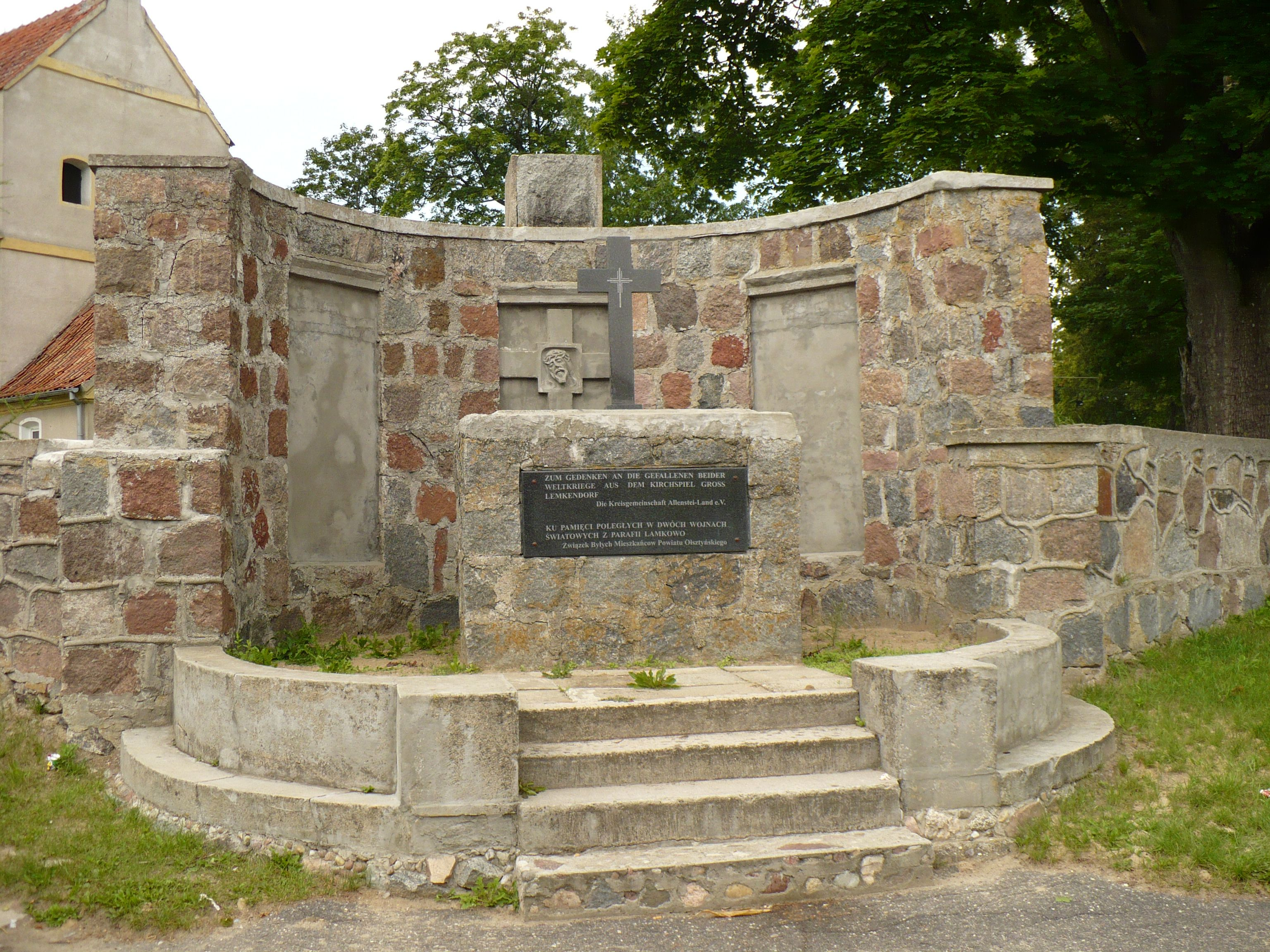
Gefallenendenkmal beider Weltkriege (in deutscher und polnischer Sprache)

Im Jahre 1910 waren in Groß Lemkendorf 1.136 Einwohner gemeldet. Ihre Zahl belief sich im Jahre 1933 auf 1.062 und im Jahre 1939 auf 1.002.
Als 1945 in Kriegsfolge das gesamte südliche Ostpreußen zu Polen ka, erhielt Groß Lemkendorf die polnische Namensform „Lamkowo“. Heute ist der Ort Teil der Stadt-und-Land-Gemeinde Barczewo (Wartenburg i. Ostpr.) im Powiat Olsztyński (Kreis Allenstein), zwischen 1975 und 1998 der Woiwodschaft Olsztyn, seither der Woiwodschaft Ermland-Masuren zugehörig. Im Jahre 2011 zählte Lamkowo 439 Einwohner.

### Amtsbezirk Lemkendorf (1874–1945)
Bei seiner Errichtung im Jahre 1874 gehörten sechs Orte zum Amtsbezirk Lemkendorf, am Ende waren es noch vier:
| Deutscher Name   | Polnischer Name | Anmerkungen                                |
| ---------------- | --------------- | ------------------------------------------ |
| Alt Vierzighuben | Stare Włóki     |                                            |
| Derz             | Derc            |                                            |
| Groß Lemkendorf  | Lamkow          |                                            |
| Kirschdorf, Dorf | Kiersztanowo    | 1881 in den Amtsbezirk Cronau umgegliedert |
| Kirschdorf, Gut  | Kiersztanowo    | 1881 in den Amtsbezirk Cronau umgegliedert |
| Klein Lemkendorf | Lamkówko        |                                            |

Im Januar 1945 bildeten noch die Orte Alt Vierzighuben, Derz, Groß Lemkendorf und Klein Lemkendorf den Amtsbezirk Lemkendorf.

## Kirche

### Römisch-katholisch

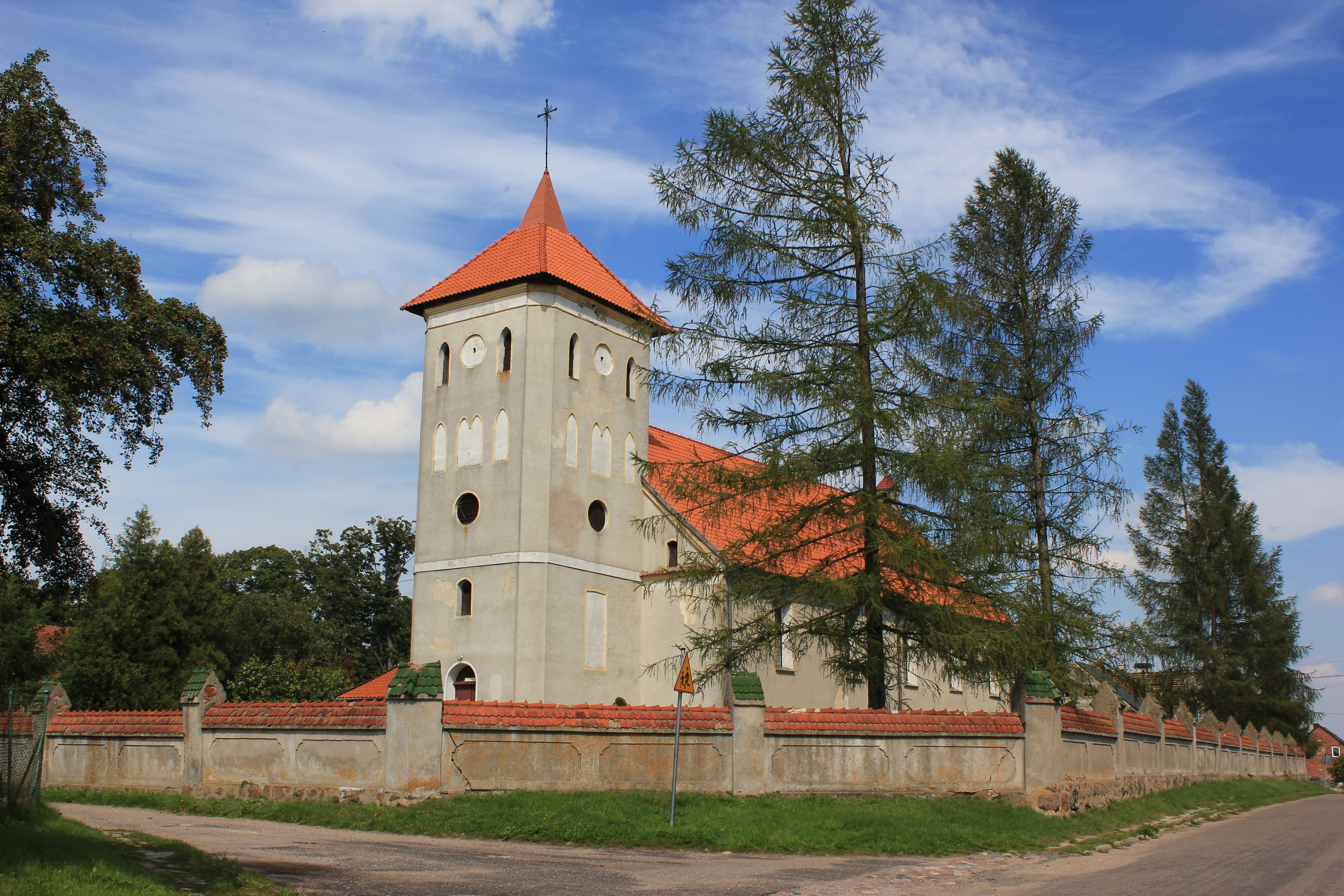
Die Kirche in Lamkowo

Eine Kirche besteht seit 1363 in Groß Lemkendorf resp. Lamkowo. Der Reformation in Ostpreußen widersetzte sie sich und wurde am 4. Oktober 1573 zu einer eigenen römisch-katholischen Pfarrei erhoben. 1569 war ein Ersatzkirchbau vorgenommen worden, weitere Neu- und Erneuerungsbauten folgten. 1817 zählte das Kirchspiel Groß Lemkendorf 1.320 Einwohner, 1939 waren es 3.646.
Die römisch-katholische „Parafia Lamkowo“ gehört heute zum Dekanat Barczewo (Wartenburg i. Ostpr.) im Erzbistum Ermland.

### Evangelisch
Bis 1945 waren Groß Lemkendorf in die evangelische Kirche Wartenburg (Ostpreußen) in der Kirchenprovinz Ostpreußen der Kirche der Altpreußischen Union eingepfarrt. Heute gehören die evangelischen Einwohner Lamkowos zu Christus-Erlöser-Kirche Olsztyn (Allenstein) in der Diözese Masuren der Evangelisch-Augsburgischen Kirche in Polen.

## Verkehr
Lamkowo ist über mehrere Straßen mit den Nachbarorten und auch den nahegelegenen Woiwodschaftsstraßen DW 593 (Jeziorany/Seeburg) und DW 595 (Kronowo/Groß Cronau bzw. Stare Włóki/Alt Vierzighuben) vernetzt. Eine Bahnanbindung besteht nicht.

## Persönlichkeiten

### Mit dem Ort verbunden
- Kunibert Krix (1867–1931), deutscher römisch-katholischer Geistlicher, Mitglied des Deutschen Reichstages, wirkte von 1900 bis 1923 in Groß Lemkendorf[8]
- Bronislaus Sochaczewski (1886–1940), deutscher römisch-katholischer Geistlicher und Märtyrer, wirkte nicht bekannten Datums (wohl in den 1920er Jahren) in Groß Lemkendorf
- Hugo Wessolek (1905–1945), deutscher römisch-katholischer Geistlicher und Märtyrer, wirkte von 1941 bis 1942 in Groß Lemkendorf